# Jackson, Minnesota
Jackson là một thành phố thuộc quận Jackson, tiểu bang Minnesota, Hoa Kỳ. Năm 2010, dân số của thành phố này là 3299 người.

## Dân số
- Dân số năm 2000: 3501 người.
- Dân số năm 2010: 3299 người.